# Majakka

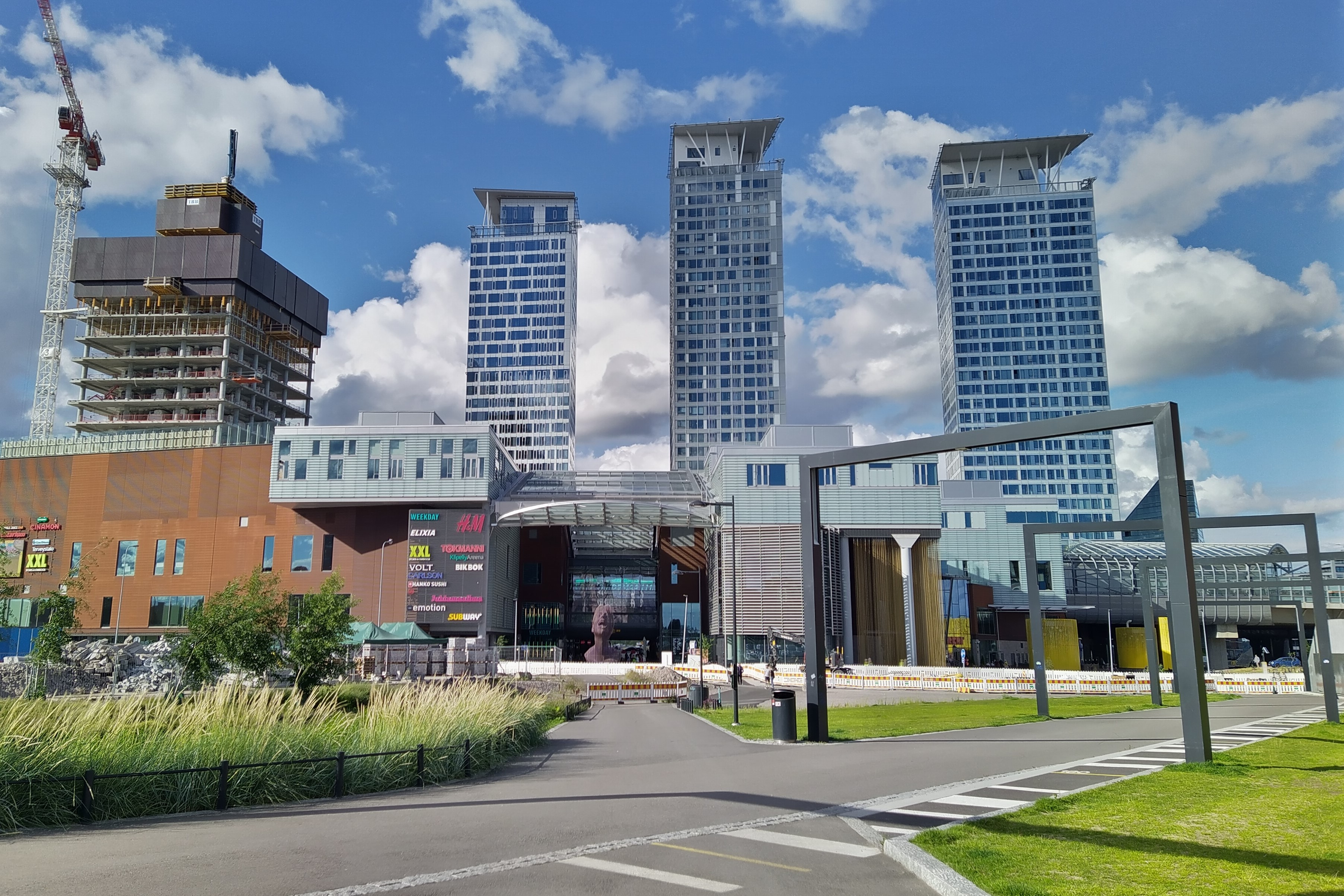
Köpcentret Redi med tre av höghusen, juli 2022, med Majakka i mitten

Majakka (svenska: Fyrtornet) är en 134 meter hög byggnad i Fiskehamnens centrum i Helsingfors i Sörnäs-området. Det blev inflyttningsklart 2019 och var det första av ett större antal höghus som planerades för Fiskehamnen och var också Finlands högsta byggnad. 
Byggnaden är 35 våningar hög och har 283 bostadslägenheter. På femte våningen finns en trädgård, som är öppen för allmänheten. Majakka är sammanbyggd med köpcentret Redi och Fiskehamnens metrostation. Byggnadkomplexet är planerat att omfatta åtta höghus: sju bostadstorn samt kontorstornet Horisontti. Makakkas grannhus Loisto färdigställdes i september 2021 och Lumo One i september 2022.

## Bildgalleri

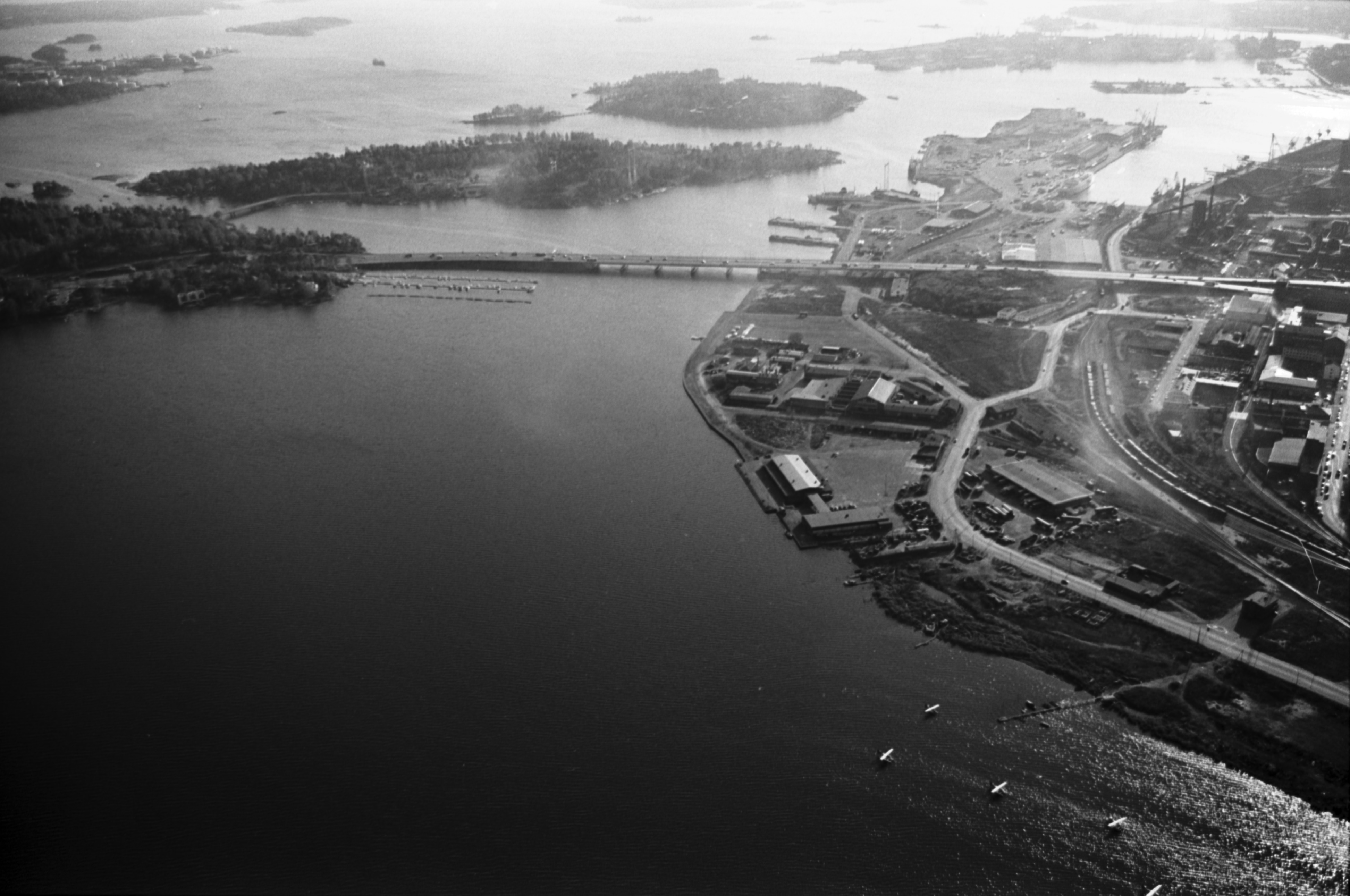
Sörnäs, 1970
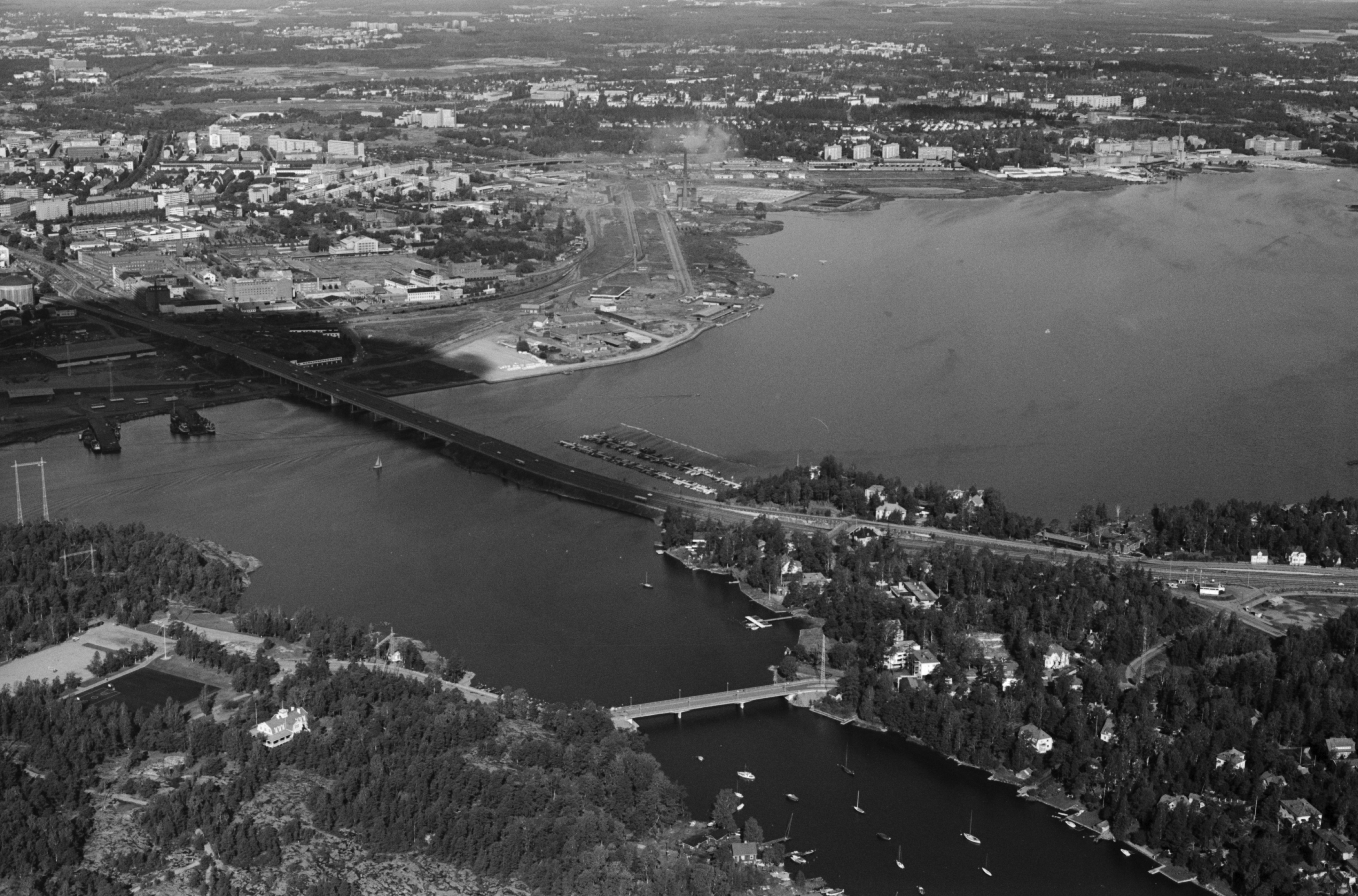
Sörnäs, 1979
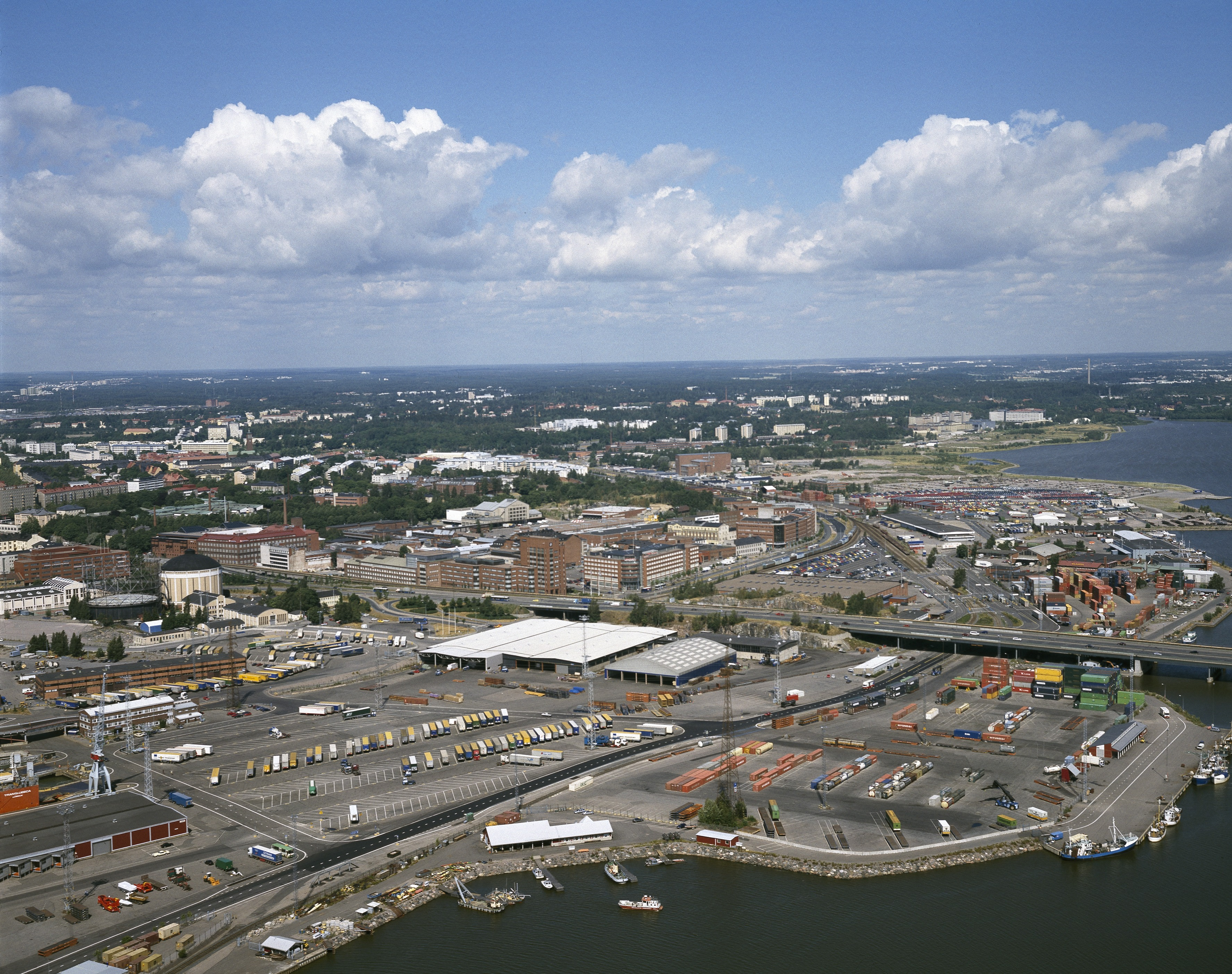
Sörnäs hamn, 1999
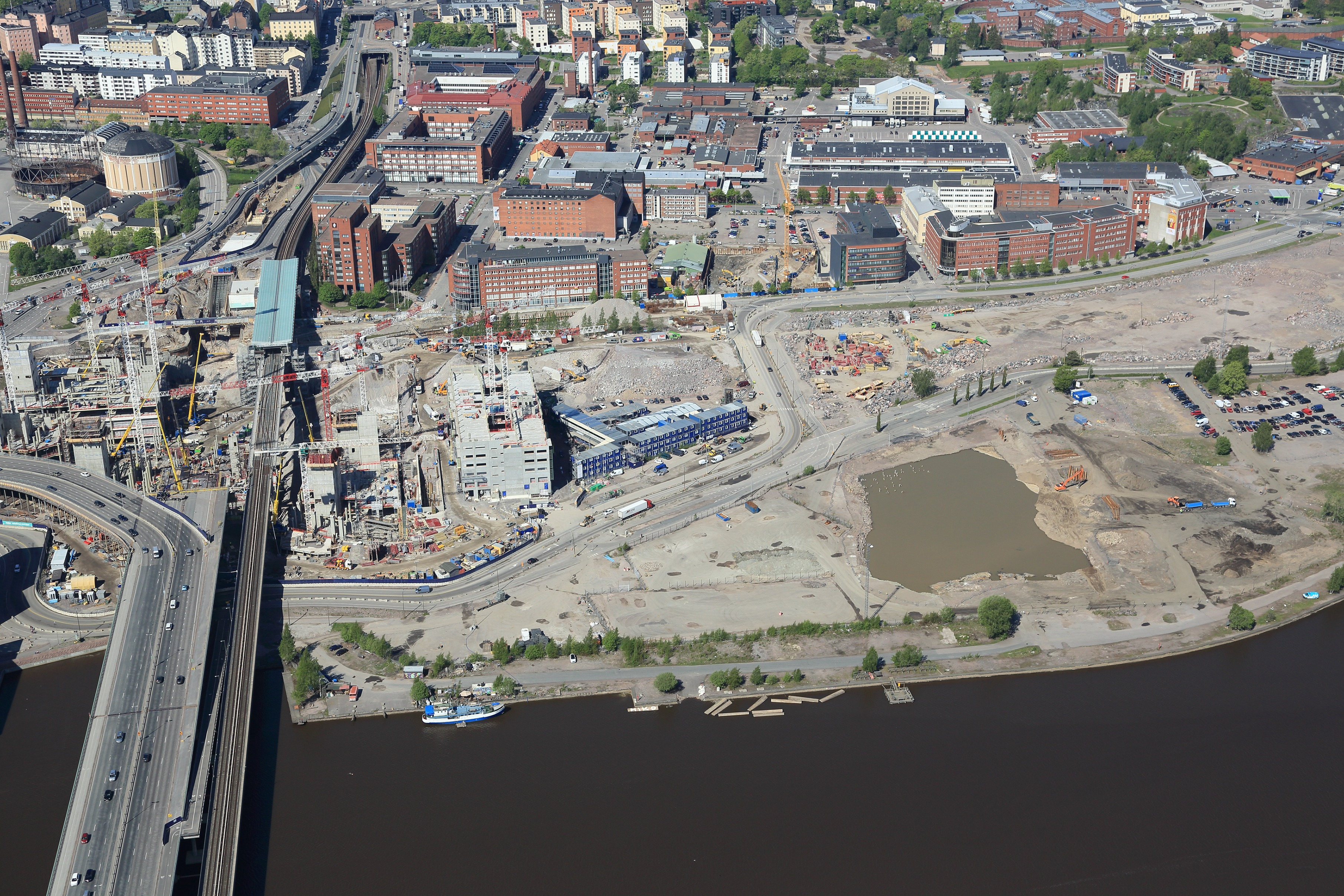
Byggnadsplatsen, maj 2016
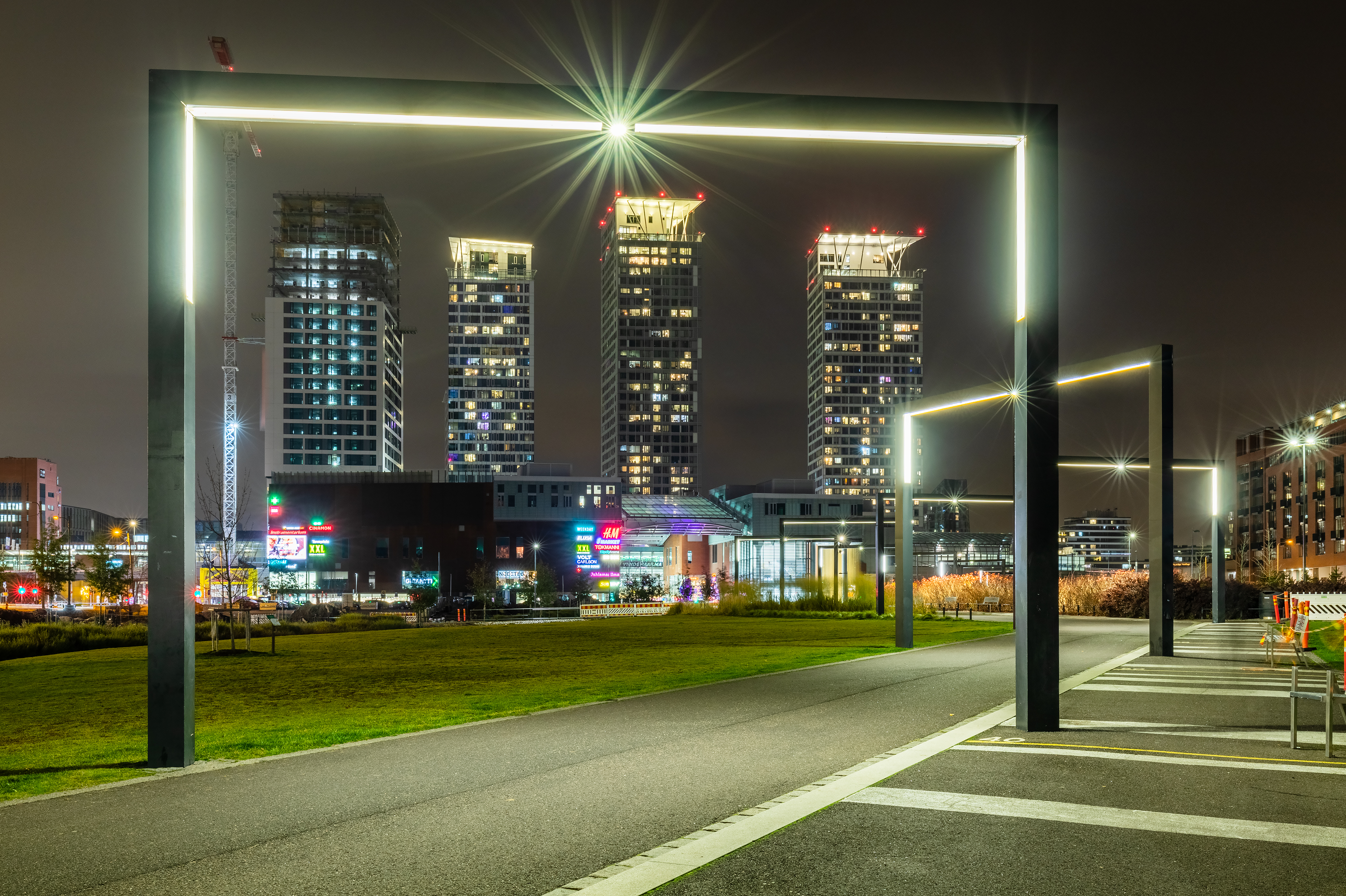
Höghusen i Fiskehamnens centrum i november 2022
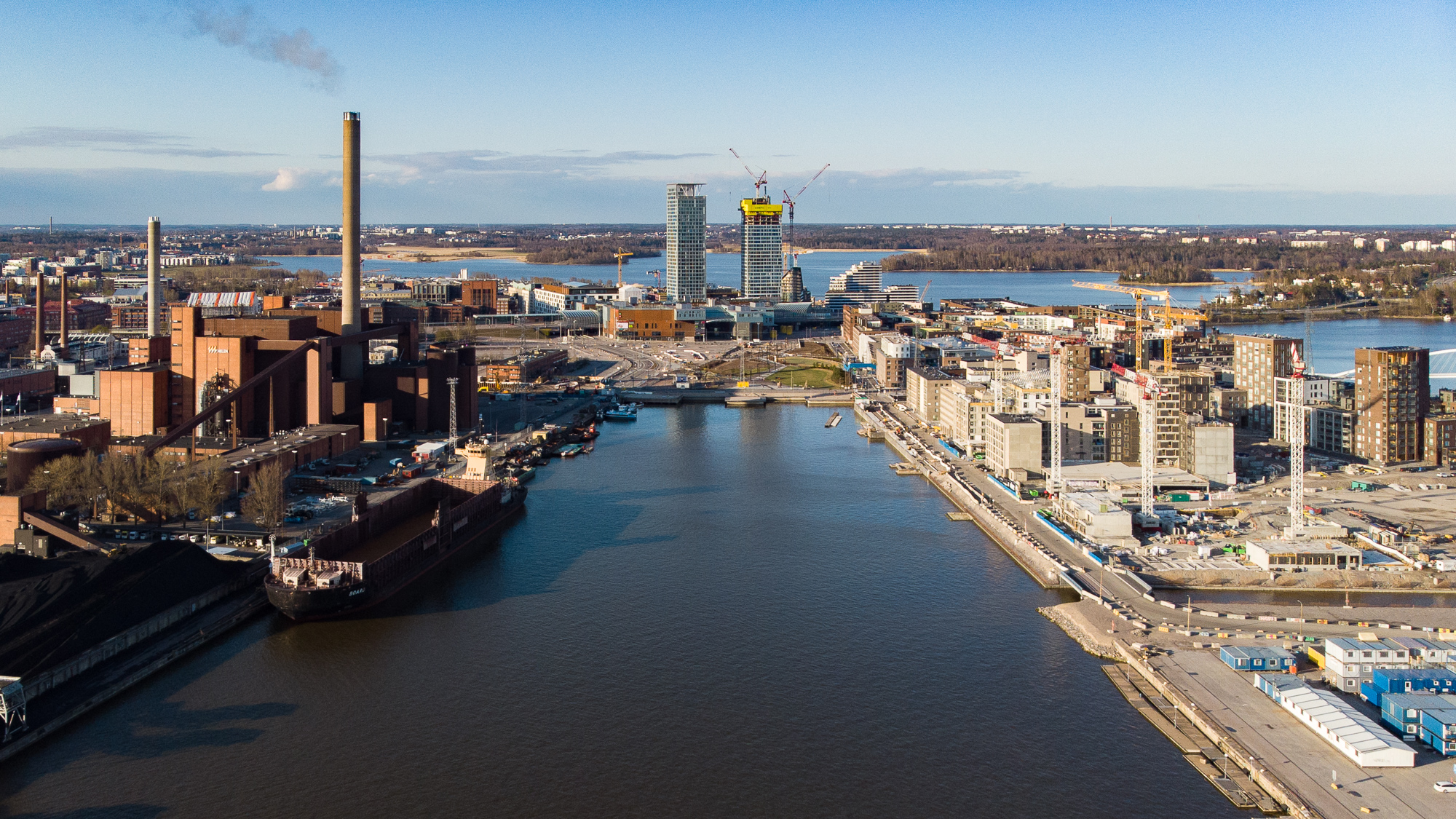
Hanaholmen, Fiskehamnen och Sumparn sedda söderifrån, april 2020